# دوري كرة القدم الغربي 1938–39
دوري كرة القدم الغربي 1938–39 (بالإنجليزية: 1938–39 Western Football League)‏ هو موسم من دوري كرة القدم الغربي ‏. فاز فيه Lovell's Athletic F.C. ‏.